# Marcelo Pagani
Marcelo Ernesto Pagani (Fuentes, Provincia de Santa Fe, Argentina; 19 de agosto de 1941) es un exfutbolista argentino. Desarrolló su carrera en clubes de Argentina, Italia y Chile. Formó parte de la selección de fútbol de Argentina en la Copa Mundial de Fútbol de Chile 1962.

## Biografía

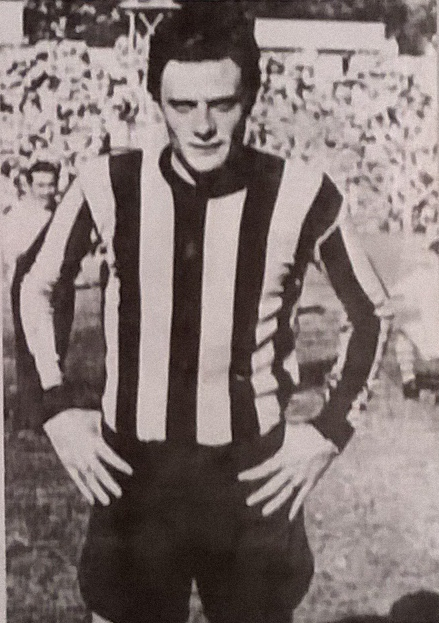
Pagani en Rosario Central.

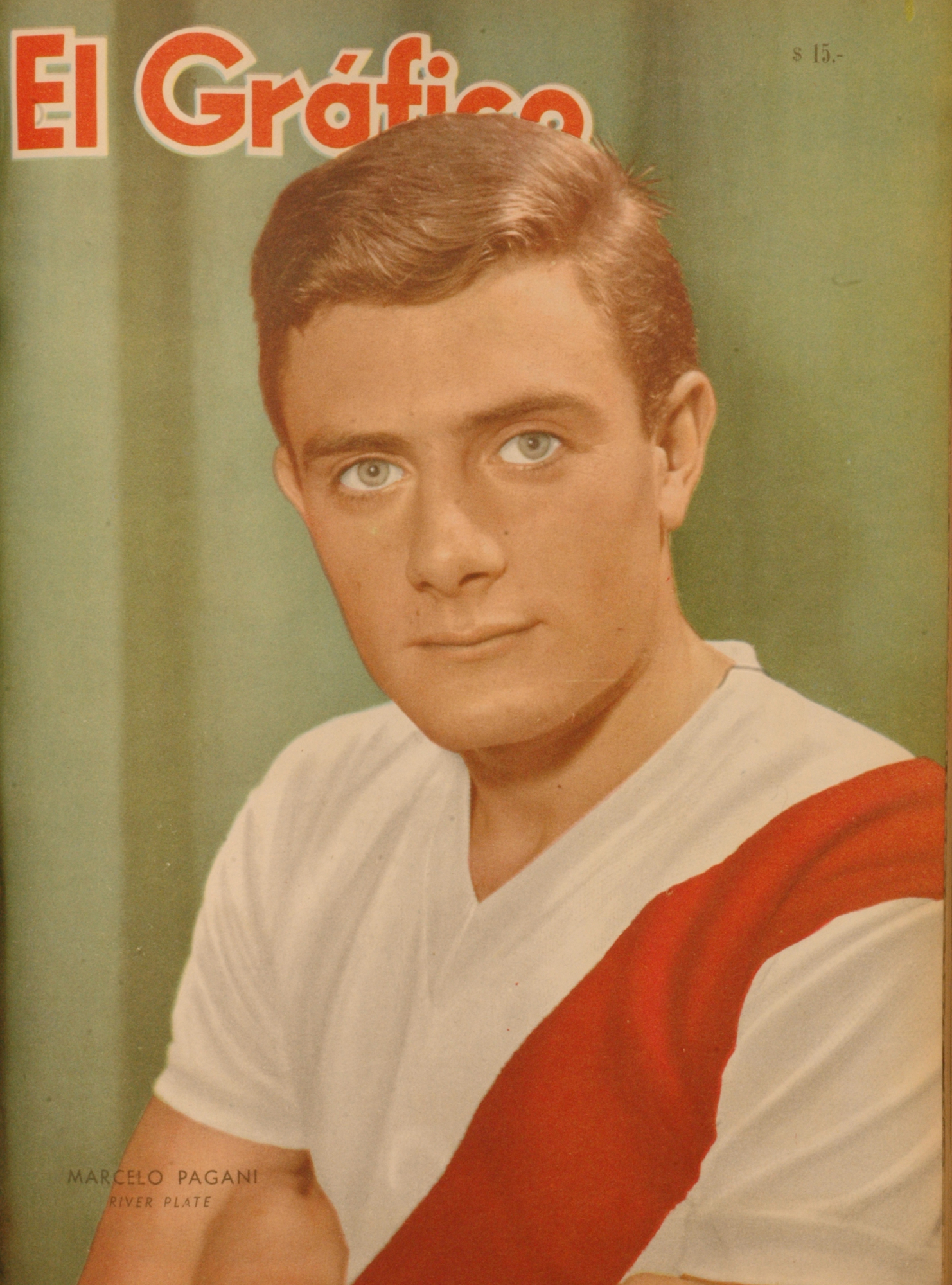
Marcelo Pagani (River) en 1962.

Jugó en Argentina para Rosario Central y River Plate, en Italia para Inter de Milán, Messina y Mantova y en Chile para Audax Italiano y Deportes Concepción.
Debutó en el Canalla en 1959. Sus buenas actuaciones llamaron la atención de River, que se lo llevó en 1962. Estando en el Millonario se negó a jugar contra Rosario Central, lo que le costó quedar marginado de la consideración del entrenador. Luego de jugar el Mundial de Chile 1962 pasó a Inter de Milán, donde no tuvo mayores chances de jugar, ya que en ese entonces el cupo de futbolistas extranjeros era reducido, y Pagani debía alternar con los otros jugadores foráneos del club milanés. Allí se consagró campeón de Serie A en la temporada 1962/63. En las temporadas siguientes jugó para Messina y Mántova, con mejor suerte en su juego. En 1966 retornó a Rosario Central, y luego de un año y medio en el club pasó a Deportes Concepción de Chile. Allí se granjeó el afecto de la gente, ya que luego de dejar el club, un grupo de hinchas fundó un club llamado Deportivo Marcelo Pagani, que usa la misma camiseta de Rosario Central. Cerró su carrera en Audax Italiano.

## Selección Argentina
Disputó 6 encuentros oficiales con la casaca albiceleste, convirtiendo 2 goles. Disputó el Mundial 1962. Cabe consignar que disputó otros encuentros no oficiales con la selección; por ejemplo estos que fueron preparatorios para el Mundial: frente a una selección paulista, donde marcó los cuatro goles argentinos; ante Internacional de Porto Alegre, en el que convirtió tres goles en la victoria 4-2; otro frente a SC Preußen 06 Münster (victoria argentina 2-1).

### Participaciones en la Copa del Mundo
| Copa                | Sede  | Resultado      | Partidos Jugados | Goles |
| ------------------- | ----- | -------------- | ---------------- | ----- |
| Copa del Mundo 1962 | Chile | Fase de grupos | 2                | 0     |

### Partidos en la Selección
| Instancia                 | Fecha      | Rival           | Resultado | Goles |
| ------------------------- | ---------- | --------------- | --------- | ----- |
| Amistoso                  | 12-10-61   | Paraguay        | 5-1       | 1     |
| Amistoso                  | 18-11-61   | Unión Soviética | 1-2       | 0     |
| Amistoso                  | 28-03-1962 | México          | 1-0       | 0     |
| Copa del Mundo Chile 1962 | 30-05-1962 | Bulgaria        | 1-0       | 0     |
| Copa del Mundo Chile 1962 | 06-06-1962 | Hungría         | 0-0       | 0     |
| Copa Lipton               | 15-08-1962 | Uruguay         | 3-1       | 1     |

## Clubes
| Club                | País      | Año       |
| ------------------- | --------- | --------- |
| Rosario Central     | Argentina | 1958-1961 |
| River Plate         | Argentina | 1962      |
| Inter de Milán      | Italia    | 1962-1963 |
| Messina             | Italia    | 1963-1964 |
| Mantova             | Italia    | 1964-1965 |
| Rosario Central     | Argentina | 1966-1967 |
| Deportes Concepción | Chile     | 1968      |
| Audax Italiano      | Chile     | 1969-1970 |

## Palmarés
- Con la Selección Argentina: Copa Lipton 1962.

- Con Inter de Milán: Serie A (Italia) 1962/63.

- Con Deportes Concepción: Torneo Provincial 1968.